# 巴伐利亚行政圈
巴伐利亚行政圈（德語：  Bayerischer Reichskreis) 是神圣罗马帝国的一个帝国行政圈。
该行政圈中最重要的国家是拥有上普法尔茨领土的巴伐利亚公国（1623年由皇帝斐迪南二世提升为选帝侯国）。 其他帝国诸侯，如萨尔茨堡采邑总主教区、弗赖辛采邑主教区、绍教采邑主教区和雷根斯堡采邑主教区以及1633年的帝国议会所在地帝国自由城市雷根斯堡，重要性次之。巴伐利亚选帝侯和萨尔茨堡大主教是该行政圈的领导者。  

## 地理位置
巴伐利亚行政圈主要包括现在被称为老巴伐利亚（Altbayern）的地区（自1628年起包括上普法尔茨）与因河地区和萨尔茨堡地区。与其他帝国行政圈相比，巴伐利亚行政圈在很大程度上是一个封闭的区域，巴伐利亚公国和萨尔茨堡大主教区是这一行政圈的主导力量。

## 领土组成
巴伐利亚行政圈由以下领土组成：
| 名字                   | 政治实体类型     | 建立时间 | 注释 |
| ---------------------- | ---------------- | -------- | --- |
| 巴伐利亚               | 公国             | 907      | 907年建立，1180年起由维特尔斯巴赫王朝统治，1506年巴伐利亚-慕尼黑与巴伐利亚-兰茨胡特统一，1628年从普法尔茨选侯国获得上普法尔茨行政区与选帝侯头衔，1777年绝嗣后由普法尔茨选侯国继承。 |
| 贝希特斯加登           | 主教亲王         | 1111     | 1111年建立，1156年由腓特烈一世·巴巴罗萨授予“帝国自由”地位。 |
| 布赖特内格             | 领地             | 1624     | 1624年由巴伐利亚选侯马克西米利安一世授予提利伯爵约翰，1654年升为帝国伯国，1792年卖予巴伐利亚。                                                                                      |
| 埃伦费尔斯             | 领地             | 1465     | 位于贝拉茨豪森周边，1465年由腓特烈三世授予帝国自由权，1567年被普法尔茨-诺伊堡收购。                                                                                                 |
| 弗赖辛采邑主教区       | 采邑主教区       | 724      | 724年由圣科比尼安建立，1294年升为采邑主教区。 |
| 哈格伯国               | 伯国             | 1245     | 1245年由腓特烈二世授予帝国自由权，1509年成为帝国伯国，1567年起由巴伐利亚公爵持有。                                                                                                  |
| 霍恩瓦尔代克伯国       | 领地             | 1476     | 原属弗赖辛领地，1476年由腓特烈三世授予帝国自由权，1637年升为伯国，1734年归属巴伐利亚。                                                                                              |
| 洛伊希滕贝格           | 伯爵领           | 约1146   | 建于约1146年，1433年升为亲王领，1646年被维特尔斯巴赫王朝继承，1712年并入巴伐利亚。                                                                                                  |
| 雷根斯堡下明斯特修道院 | 采邑修道院长领地 | 约788    | 建于约788年，1002年由亨利二世授予帝国自由权。 |
| 雷根斯堡上明斯特修道院 | 采邑修道院长领地 | 876前    | 建于876年前，1315年由路易四世授予帝国自由权。 |
| 奥尔滕堡               | 伯国             | 约1120   | 建于约1120年，1479年由腓特烈三世确认其帝国自由地位。 |
| 普法尔茨-诺伊堡        | 公国             | 1505     | 1505年继兰茨胡特王位继承战争建立，1685年继承普法尔茨选侯国，1742年绝嗣，由普法尔茨-苏尔茨巴赫继承。                                                                                 |
| 普法尔茨-苏尔茨巴赫    | 公国             | 1656     | 1656年自普法尔茨-诺伊堡分出，1742年继承普法尔茨-诺伊堡与选侯国，1777年并入巴伐利亚。                                                                                                |
| 帕绍主教区             | 采邑主教区       | 739      | 739年由圣博尼法爵创立，999年由奥托三世授予帝国自由权。 |
| 雷根斯堡主教区         | 采邑主教区       | 739      | 739年由圣博尼法爵创立，13世纪起获得帝国直属地位。 |
| 雷根斯堡               | 帝国自由城市     | 1245     | 自1245年起为帝国自由城市。 |
| 萨尔茨堡               | 采邑总主教区     | 696      | 696年由圣鲁珀特创立，798年升为总主教区，1213年起为亲王总主教区。1803年世俗化并入奥地利行政圈。                                                                                      |
| 圣埃梅拉姆修道院       | 采邑修道院长领地 | 739      | 739年建立，975年前由雷根斯堡主教持有，1295年由纳骚的阿道夫授予帝国自由权。 |
| 施特恩施泰因           | 领地             | 1562     | 波希米亚王冠属地，1562年由斐迪南一世授予洛布科维茨家族，1641年获得帝国自由权。 |
| 苏尔兹堡-皮尔鲍姆      | 领地             | 1353     | 属于沃尔夫施泰因家族，1353年获得帝国自由权，1673年升为伯国，1740年归属巴伐利亚。 |